# Daphnella semivaricosa
Daphnella semivaricosa is een slakkensoort uit de familie van de Raphitomidae. De wetenschappelijke naam van de soort is voor het eerst geldig gepubliceerd in 1990 door Habe & Masuda.